# 148

## Vědy a umění
- v Sýrii napsáno Evangelium podle Petra

## Hlavy států
- Papež – Pius I. (140/142–154/155)
- Římská říše – Antoninus Pius (138–161)
- Parthská říše – Vologaisés III.? (111/112–147/148) » Vologaisés IV. (147/148–191/192)
- Kušánská říše – Kaniška (127–151)
- Čína, dynastie Chan (206 př. n. l. – 220 n. l.)